# Змагальна політика
Змагальна політика — це використання підривних методів для висловлення політичної точки зору або для зміни державної політики. Прикладами таких заходів є дії, які порушують нормальну діяльність суспільства, такі як демонстрації, загальні страйкові дії, заворушення, тероризм, громадянська непокора і навіть революція чи повстання. Громадські рухи часто беруть участь у змагальній політиці. Концепція відрізняє ці форми суперечок від повсякденних актів опору, досліджених Джеймсом К. Скоттом, міждержавної війни, та форм боротьби, що застосовуються суто в інституційних умовах, таких як вибори чи спорт. Соціолог та історик Чарльз Тіллі визначає змагальну політику як «взаємодію, при якій суб'єкти висувають претензії, що відповідають інтересам когось іншого, у яких уряди виступають або як цілі, або ініціатори претензій, або як треті особи».
Змагальна політика існувала завжди, але її форми змінювалися залежно від часу та простору. Наприклад, Тіллі стверджує, що характер змагальної політики досить різко змінився із зародженням суспільних рухів у Європі XVIII століття.
Концепція змагальної політики розроблялася в США протягом 1990-х років і в XXI столітті її найвидатнішими дослідниками: Сідні Тарроу, Чарльзом Тіллі та Дагом МакАдамом. До її розробки дослідження змагальної політики було розділене між низкою традицій, кожна з яких займалася описом і поясненням різних суперечних політичних явищ, зокрема соціального руху, страйку та революції. Однією з головних цілей цих трьох авторів було сприяти поясненню цих явищ та інших елементів змагальної політики в рамках єдиної програми дослідження. На додаток до запропонованої цими трьома авторами програми дослідження існує значна кількість інших підходів.
Змагальні та руйнівні політичні тактики можуть перетинатися з рухами за соціальну справедливість. Наприклад, політичний теоретик Кларісса Райл Хейворд стверджує, що теорії, як, наприклад, теорія Іріс Маріон Янг, що покладають відповідальність за виправлення великомасштабної несправедливості, як-от інституційний расизм, на групи, які отримують вигоду від репресивних інституцій, ігнорують той факт, що люди рідко стануть кидати виклик установам, які їм приносять вигідні. Вона вважає, що в певних випадках змагальна політика є єдиним практичним рішенням.

## Видатні дослідники
- Дуг МакАдам
- Чарльз Тіллі
- Сідні Тароу